# Dihydrofoliumzuur
Dihydrofoliumzuur of dihydrofolaat (de anionvorm) is een derivaat van foliumzuur (vitamine B9). Het verschil tussen foliumzuur en dihydrofoliumzuur wordt gevonden in de ring waarin de stikstofatomen tegenover elkaar staan: het onderste draagt een waterstof-atoom, evenals het koolstof-atoom er direct rechts naast, in foliumzuur bevindt zich een dubbele binding tussen stikstof en koolstof. Dihydrofoliumzuur wordt omgezet in tetrahydrofolaat door het enzym dihydrofolaatreductase. Omdat tetrahydrofolaat nodig is voor de synthese van purines en pyrimidines, de bouwstenen van DNA en RNA, is dihydrofolaatreductase het doelwit van verschillende geneesmiddelen om nucleïnezuursynthese te remmen (tegengaan van tumoren). 